# Francisco de Mendonça Mar
Francisco de Mendonça Mar, mais conhecido como Padre Francisco da Soledade (Lisboa, 1657 — Bom Jesus da Lapa, 1722) foi um pintor, artista plástico, ourives, lapidário e sacerdote católico português, sendo reconhecido como fundador do Santuário de Bom Jesus da Lapa.

## Biografia
Nascido na cidade de Lisboa no ano de 1657, Francisco de Mendonça Mar era filho de ourives, tendo aprendido a profissão e atuado junto a sua família em sua cidade natal até o ano de 1659, quando decide mudar-se para Salvador, onde instalou uma oficina de Ourivesaria. Rapidamente atingiu prestígio, quer pelos trabalhos com ouro e pedras preciosas ou pela habilidade como pintor.
Esta última habilidade o fez ser convidado pelo então governador do Brasil Matias da Cunha a decorar as paredes do recém construído Palácio do Governador Geral do Brasil em Salvador.
Tendo a promessa de pagamento quando findados os trabalhos, Francisco empenhou recursos próprios para a conclusão dos trabalhos. No entanto, quando lhe foi cobrar o que lhe era de direito, ao invés do pagamento, foi, junto a seus escravos, açoitado e jogado à prisão. Sua liberdade só foi alcançada após redigir e enviar uma carta ao então Rei de Portugal, Dom João V, informando sobre seus infortúnios.
Após a obtenção de sua liberdade, despojou-se de todos os bens, saindo em caminhada pelo Sertão, conduzindo uma imagem do Senhor Bom Jesus e outra de Nossa Senhora da Soledade até encontrar uma aldeia de índios Tapuias situada entre uma grande formação rochosa e as margens do Rio São Francisco. Sendo esta rocha detentora de várias grutas, instalou-se na mais oculta destas.
Às margens do Rio São Francisco, iniciou então uma vida de eremita. Nos anos seguintes, os fiéis, tocados por seu exemplo, começaram a visitar a Gruta, onde Francisco realizava uma obra de caridade para com os próximos, evangelizando os Índios além de dar abrigo a enfermos e desabrigados.
Estas notícias chegaram aos ouvidos do então Arcebispo da Bahia, Dom Sebastião Monteiro da Vide. Este, enviou em 1702 um Visitador Geral que constatou serem verdadeiras todas as notícias sobre o culto do Senhor Bom Jesus e sobre a vida exemplar de Francisco. Sendo assim foi chamado a Salvador para que fosse iniciada sua preparação como padre, tendo sido ordenado no ano de 1705. Adotou o nome de Padre Francisco da Soledade, em honra à Virgem Maria.
Sua morte deu-se após 1722, quando tinha cerca de sessenta e cinco anos de idade, sendo sepultado no interior da gruta.